# Psychisch-Kranken-Gesetz
Die Psychisch-Kranken-Gesetze oder Psychisch-Kranken-Hilfe-Gesetze bezeichnen die deutschen Landesgesetze, die die freiheitsentziehende Unterbringung psychisch kranker Menschen im Falle akuter Selbst- oder Fremdgefährdung in einem psychiatrischen Fachkrankenhaus regeln. In vielen Bundesländern werden sie als PsychKG abgekürzt.

## Geschichte
Eine erste Reform zur Überwindung der sog. Verwahr-Psychiatrie bewirkte in Westdeutschland die Psychiatrie-Enquête von 1975, in der DDR die Rodewischer Thesen aus dem Jahr 1963.
Mit der Übernahme der UN-Behindertenrechtskonvention in deutsches Recht 2009 rückte die Autonomie der Patienten in den Vordergrund. Nach dem Bericht des ehemaligen UN-Sonderberichterstatters für Folter und andere grausame, unmenschliche oder erniedrigende Behandlung oder Strafe, Juan E. Méndez ist jede Zwangsbehandlung, die nicht der Abwendung eines akuten lebensbedrohlichen Zustands dient, nach der UN-BRK, die in den Staaten, die sie ratifiziert haben Gesetzesstatus hat, untersagt und zwar unabhängig davon, ob der Betroffene einwilligungsfähig ist oder nicht.
Die Rechtsprechung des Bundesverfassungsgerichts zur Selbstbestimmungsfähigkeit von psychisch kranken Menschen, zur Zwangsbehandlung, deren rechtliche Ausgestaltung sich am Schutzniveau für zivilrechtlich und im Maßregelvollzug untergebrachte Personen orientieren muss und zur Übertragung hoheitlicher Befugnisse (Beleihung) im Rahmen der öffentlich-rechtlichen Unterbringung führten in jüngster Zeit zu Neuregelungen in fast allen Bundesländern. Eine weitere Entscheidung des Bundesverfassungsgerichts vom 24. Juli 2018 hat bei allen Landesgesetzgebern Aktivitäten zur Schaffung bzw. Anpassung der Rechtsgrundlagen für die Fixierung untergebrachter Menschen ausgelöst.
In der DDR galt das Gesetz über die Einweisung in stationäre Einrichtungen für psychisch Kranke vom 11. Juni 1968. Gem. Art. 9 Abs. 1 des Einigungsvertrags in Verbindung mit Art. 1 des Einigungsvertragsgesetzes galt es bis zu entsprechenden Neuregelungen durch Landesgesetz in den neuen Bundesländern als Landesrecht fort.

## Übersicht der Landesgesetze
| Bundesland             | Titel | Kurztitel                                  | Abkürzung    | Ursprüngliche Fassung / Neufassung | Inkrafttreten der letzten Änderung |
| ---------------------- | --- | ------------------------------------------ | ------------ | ---------------------------------- | ---------------------------------- |
| Baden-Württemberg      | Gesetz über Hilfen und Schutzmaßnahmen bei psychischen Krankheiten | Psychisch-Kranken-Hilfe-Gesetz             | PsychKHG     | 25. November 2014 / 25. Juni 2019  | 1. Januar 2015                     |
| Bayern                 | Bayerisches Psychisch-Kranken-Hilfe-Gesetz | Psychischkrankenhilfegesetz Bayern         | BayPsychKHG  | 24. Juli 2018                      | 1. August 2018                     |
| Berlin                 | Gesetz über Hilfen und Schutzmaßnahmen bei psychischen Krankheiten |                                            | PsychKG      | 17. Juni 2016                      | 29. Juni 2016                      |
| Brandenburg            | Gesetz über Hilfen und Schutzmaßnahmen sowie über den Vollzug gerichtlich angeordneter Unterbringung für psychisch kranke und seelisch behinderte Menschen im Land Brandenburg | Brandenburgisches Psychisch-Kranken-Gesetz | BbgPsychKG   | 5. Mai 2009                        | 27. Januar 2016                    |
| Bremen                 | Bremisches Gesetz über Hilfen und Schutzmaßnahmen bei psychischen Krankheiten                                                                                                  |                                            | BremPsychKG  | 13. Dezember 2022                  | 17. Dezember 2022                  |
| Hamburg                | Hamburgisches Gesetz über Hilfen und Schutzmaßnahmen bei psychischen Krankheiten                                                                                               |                                            | HmbPsychKG   | 27. September 1995                 | 25. Mai 2018                       |
| Hessen                 | Hessisches Gesetz über Hilfen bei psychischen Krankheiten | Hessisches Psychisch-Kranken-Hilfe-Gesetz  | PsychKHG     | 4. Mai 2017                        | 1. August 2017 / 1. Januar 2022    |
| Mecklenburg-Vorpommern | Gesetz über Hilfen und Schutzmaßnahmen für Menschen mit psychischen Krankheiten                                                                                                | Psychischkrankengesetz                     | PsychKG M–V  | 14. Juli 2016                      | 15. Juli 2016                      |
| Niedersachsen          | Niedersächsisches Gesetz über Hilfen und Schutzmaßnahmen für psychisch Kranke                                                                                                  |                                            | NPsychKG     | 16. Juni 1997                      | 25. Mai 2018                       |
| Nordrhein-Westfalen    | Gesetz über Hilfen und Schutzmaßnahmen bei psychischen Krankheiten |                                            | PsychKG      | 17. Dezember 1999                  | 1. Januar 2017                     |
| Rheinland-Pfalz        | Landesgesetz für psychisch kranke Personen |                                            | PsychKG      | 17. November 1995                  | 1. Januar 2021                     |
| Saarland               | Gesetz über Hilfen bei psychischen Erkrankungen | Psychisch-Kranken-Hilfe-Gesetz             | PsychKHG     | 16. März 2022                      | 16. März 2022                      |
| Sachsen                | Sächsisches Gesetz über die Hilfen und die Unterbringung bei psychischen Krankheiten                                                                                           |                                            | SächsPsychKG | 10. Oktober 2007                   | 31. August 2014                    |
| Sachsen-Anhalt         | Gesetz über Hilfen und Schutzmaßnahmen für Personen mit einer psychischen Erkrankung des Landes Sachsen-Anhalt                                                                 |                                            | PsychKG LSA  | 30. Januar 1992                    | 22. Oktober 2020                   |
| Schleswig-Holstein     | Gesetz zur Hilfe und Unterbringung von Menschen mit Hilfebedarf infolge psychischer Störungen                                                                                  |                                            | PsychHG      | 11. Dezember 2020                  | 24. Dezember 2020                  |
| Thüringen              | Thüringer Gesetz zur Hilfe und Unterbringung psychisch kranker Menschen |                                            | ThürPsychKG  | 5. Februar 2009                    | 8. August 2014                     |

## Gesetzesinhalte

### Voraussetzungen
Die Psychisch-Kranken-Gesetze ermöglichen die Unterbringungen auch, wenn „bedeutende Rechtsgüter anderer erheblich gefährdet“ sind. Sie regeln die Befugnisse von Polizei, Ordnungsämtern, Sozialpsychiatrischen Diensten und rechtlichen Betreuern. Außerdem wird geregelt, wann Zwangsuntersuchungen, Zwangsmaßnahmen und -behandlungen erlaubt sind. In den neueren Gesetzen wird auch beschrieben, dass ambulante vor- und nachsorgende Hilfen angeboten und Beratungsangebote gemacht werden sollen. Der Zwangseingewiesene hat zwar das Recht, behandelt zu werden, doch hat er nicht die Wahl, ob er sich mit Medikamenten oder psychotherapeutisch behandeln lässt. Er kann jedoch Medikamente ablehnen.

### Zuständigkeit
Für die Hilfen nach den Psychisch-Kranken-Gesetzen sind in fast allen Ländern die Sozialpsychiatrischen Dienste zuständig. Sie gehören in den meisten Ländern zu den Gesundheitsämtern. In einigen Landesgesetzen werden sie auch ermächtigt, in bestimmten Fällen Hausbesuche und ärztliche Untersuchungen gegen den Willen der Betroffenen durchzuführen.
Das gerichtliche Verfahren für freiheitsentziehende Unterbringung ist im Gesetz über das Verfahren in Familiensachen und in den Angelegenheiten der freiwilligen Gerichtsbarkeit (kurz: FamFG), dort §§ 312 ff., geregelt. Maßnahmen nach PsychKG kann jeder anregen. Damit ein gerichtliches Verfahren beginnen kann, bedarf es aber in fast allen Bundesländern eines förmlichen Antrages der zuständigen Behörde.

### Zwangsbehandlung
Eine Zwangsbehandlung gegen den Willen des Betroffenen ist in den meisten Ländern auch bei nicht vorhandener Einwilligungsfähigkeit des Betroffenen nur in den Fällen von Lebensgefahr, von erheblicher Gefahr für die eigene und für die Gesundheit anderer Personen zulässig. Die Zwangsbehandlung mit Medikamenten und die Fixierung von mehr als einer halben Stunde bedürfen der richterlichen Genehmigung.
Nach dem Bericht des UN-Sonderberichterstatters für Folter und andere grausame, unmenschliche oder erniedrigende Behandlung oder Strafe, Juan E. Méndez ist jede Zwangsbehandlung, die nicht der Abwendung eines akuten lebensbedrohlichen Zustands dient, nach dem Übereinkommen über die Rechte von Menschen mit Behinderungen, die in den Staaten, die sie ratifiziert haben Gesetzesstatus hat, untersagt und zwar unabhängig davon, ob der Betroffene einwilligungsfähig ist oder nicht.
Die meisten Bundesländer haben derzeit (Herbst 2018) die stationäre Zwangsbehandlung in den Psychisch-Kranken-Gesetzen selbst geregelt. Dabei wird in der Regel den Voraussetzungen, wie sie auch für eine betreuungsrechtliche Zwangsmaßnahme gelten, gefolgt (§ 1827 BGB). Eine Zwangsmaßnahme hat demnach dem individuell mutmaßlichem Willen des Patienten zu entsprechen, der anhand vorheriger Äußerungen des Patienten zu ermitteln ist oder in Form einer Patientenverfügung vorliegen kann. Ferner muss eine  Zwangsmaßnahme verhältnismäßig sein. 
Die entsprechenden Regelungen sind:
| Bundesland             | Vorschrift          |
| ---------------------- | ------------------- |
| Baden-Württemberg      | § 20 PsychKHG       |
| Bayern                 | Art. 20 BayPsychKHG |
| Berlin                 | § 28 PsychKG        |
| Brandenburg            | § 18 PsychKG        |
| Bremen                 | § 26 BremPsychKG    |
| Hamburg                | § 16 HmbPsychKG     |
| Hessen                 | § 20 PsychKHG       |
| Mecklenburg-Vorpommern | § 26 PsychKG        |
| Niedersachsen          | § 21a NPsychKG      |
| Nordrhein-Westfalen    | § 18 Abs. 5 PsychKG |
| Rheinland-Pfalz        | § 20 PsychKG        |
| Saarland               | § 21 PsychKHG       |
| Sachsen                | § 22 SächsPsychKG   |
| Sachsen-Anhalt         | § 17 PsychKG LSA    |
| Schleswig-Holstein     | § 29 PsychHG        |
| Thüringen              | § 12 ThürPsychKG    |

In den übrigen Bundesländern ist (bis zu einer Gesetzesänderung) nur eine Zwangsbehandlung mit Einwilligung des Betreuers (§ 1827 BGB) und mit diesbezüglicher betreuungsgerichtlicher Genehmigung zulässig. Der Betreuer benötigt dazu die richterliche Bestellung für den Aufgabenkreis Gesundheitssorge.
Nach Plänen für ein Psychisch-Kranken-Hilfe-Gesetz (BayPsychKHG) soll polizeilich registriert werden, wer zwangsweise untergebracht wurde oder nachweislich eine Gefahr für andere darstellt. Ein Gesetz, das Ärzte im Sinne der Gefahrenabwehr zum Einfangen und Festhalten von angeblichen Gefährdern missbrauche, sei ein Missbrauch der Psychiatrie. Kritiker sprechen zudem von einer Stigmatisierung psychisch Kranker. Nach dem ursprünglichen Entwurf sollte allgemeiner jeder, der stationär psychiatrisch behandelt wird, polizeilich registriert werden.

### Täglicher Aufenthalt im Freien
In Nordrhein-Westfalen ist nach § 16 PsychKG NRW bestimmt: „Der Krankenhausträger hat den täglichen Aufenthalt im Freien, in der Regel für mindestens eine Stunde, zu ermöglichen.“ Nach § 16 PsychKG Rheinland-Pfalz gilt: „Die Unterbringung ist unter Berücksichtigung therapeutischer Gesichtspunkte den allgemeinen Lebensverhältnissen soweit wie möglich anzupassen. Hierzu gehören auch die regelmäßige Beschäftigung, Anregungen für die Gestaltung der Freizeit und der tägliche Aufenthalt im Freien.“ Nach § 30 BremPsychKG gilt: „Ein täglicher Aufenthalt von mindestens einer Stunde im Freien soll ermöglicht werden.“
Nach § 25 PsychKHG in Baden-Württemberg gilt: „Besondere Sicherungsmaßnahmen sind nur zulässig, wenn und solange eine gegenwärtige erhebliche Gefahr für die Sicherheit in der anerkannten Einrichtung besteht, insbesondere bei erheblicher Selbstgefährdung, der Gefährdung bedeutender Rechtsgüter Dritter oder wenn die untergebrachte Person die Einrichtung ohne Erlaubnis verlassen will, und dieser Gefahr nicht mit weniger eingreifenden Mitteln begegnet werden kann. (...) Besondere Sicherungsmaßnahmen sind: 1. die Beschränkung und der Entzug des Aufenthalts im Freien, ...“ In Niedersachsen gelten nach § 21c NPsychKG „der Entzug oder die Beschränkung des Aufenthalts im Freien“ als „besondere Sicherheitsmaßnahme“. In Hessen als „besondere Sicherheitsmaßnahme“ nach § 21 PsychKHG.

### Besuche und Telekommunikation
Nach § 22 PsychKG Nordrhein-Westfalen gilt: „Die Betroffenen haben das Recht, regelmäßig Besuche zu empfangen. (...) Näheres kann durch Hausordnung geregelt werden.(...) Für die Nutzung von Telekommunikationsmitteln ... entsprechend.“
Nach § 25 Abs. NPsychKG gilt in Niedersachsen: „Die untergebrachte Person hat das Recht, briefliche Sendungen, Telegramme oder Pakete frei abzusenden und zu empfangen sowie Telefongespräche frei zu führen, soweit dieses Recht nicht nach Absatz 2 beschränkt ist.“

### Obhut des Patienten bei einem Vorsorgebevollmächtigten
Schließt eine mit einer Vorsorgevollmacht verbundene Patientenverfügung die stationäre psychiatrische Behandlung aus, so steht dies nach einem Beschluss des OLG Hamm einer Unterbringung auf der Grundlage des § 11 PsychKG Nordrhein-Westfalen nicht entgegen, wenn die Unterbringung zur Abwehr einer gegenwärtigen Suizidgefahr erforderlich ist und der Vorsorgebevollmächtigte den Schutz des Betroffenen nicht gewährleisten kann. Aufgrund der gegenwärtigen Gefahr der Selbsttötung sind nach Auffassung des Gerichts diejenigen Grenzen offensichtlich überschritten, innerhalb derer einem psychisch Kranken die „Freiheit zur Krankheit“ zu belassen ist. Der Staat sei befugt, den kranken Menschen vor sich selbst zu schützen.

### Verlängerung
Beruht die Unterbringung auf einer einstweiligen Anordnung zur vorläufigen Sicherung, so darf sie nur für einen Zeitraum von sechs Wochen getroffen werden und eine Gesamtdauer von drei Monaten nicht überschreiten.